# Кирилов Юрій Євгенович
Юрій Євгенович Кирилов (20 липня 1980, м.Херсон) - доктор економічних наук, професор, ректор Херсонського державного аграрно-економічного університету (ХДАЕУ), Заслужений діяч науки і техніки України, член-кореспондент Національної академії аграрних наук (НААН).

## Біографія
Народився 20 липня 1980 року у місті Херсон. У 1997 році закінчив Херсонську загальноосвітню школу №9 та вступив на навчання до Херсонського сільськогосподарського інституту. 
У 2001 році закінчив економічний факультет Херсонського державного аграрного університету (ХДАУ) за спеціальністю "Менеджмент організацій". Після закінчення університету працював на кафедрах менеджменту та маркетингу, менеджменту організацій на посадах асистента, доцента. 

### Наукова діяльність
У 2005 році захистив кандидатську, а у 2015 – докторську дисертації. 
У 2008 році отримав вчене звання доцента, у 2019 – професора.
З 2014 року по 2016 рік працював на посаді першого проректора, проректора з науково-педагогічної роботи ХДАУ.
З квітня 2017 р. по  грудень 2024 ректор ХДАЕУ.
У 2016 році отримав стипендію Верховної Ради України для  найталановитіших молодих учених України. У цьому ж році став членом експертної ради конкурсу проектів молодих учених при Міністерстві освіти і науки України. 
Основні напрями наукових досліджень: глобалізаційно-інтеграційні процеси, трансформація АПК України, конкурентоспроможний розвиток аграрного сектору економіки України в умовах глобалізації та четвертої промислової революції.
У квітні 2023 року на загальних зборах Національної академії аграрних наук Кирилова Ю.Є. обрано членом-кореспондентом відділення аграрної економіки та продовольства НААН.

### Громадська та політична діяльність
Депутат Херсонської міської ради двох скликань (2015-2020) від «Блок Петра Порошенка «Солідарність», (2020-2025) від партії «Слуга народу».

## Публікації
Публікаційний доробок становить понад 200 праць, з них: 140 – наукових, у тому числі 17 монографій, більше 50 публікацій в журналах, що входять до наукометричних баз  Scopus, Web of Science, Index Copernicus та інші, 50 – навчально-методичного характеру.